# Campeonato Brasileiro Série A 2017
In 2017 werd de 61ste editie van de Campeonato Brasileiro Série A gespeeld, de hoogste voetbalklasse van Brazilië. De competitie werd gespeeld van 13 mei tot 3 december. Corinthians werd kampioen. 

## Stadions en locaties
| Club                | Stad           | Stadion              | Capaciteit |
| ------------------- | -------------- | -------------------- | ---------- |
| Atlético Goianiense | Goiânia        | Olímpico             | 13.500     |
| Atlético Mineiro    | Belo Horizonte | Independência        | 23.018     |
| Atlético Paranaense | Curitiba       | Arena da Baixada     | 42.370     |
| Avaí                | Florianópolis  | Ressacada            | 17.826     |
| Bahia               | Salvador       | Arena Fonte Nova     | 50.025     |
| Botafogo            | Rio de Janeiro | Nílton Santos        | 45.000     |
| Chapecoense         | Chapecó        | Arena Condá          | 22.600     |
| Corinthians         | São Paulo      | Arena Corinthians    | 49.205     |
| Coritiba            | Curitiba       | Couto Pereira        | 40.502     |
| Cruzeiro            | Belo Horizonte | Mineirão             | 61.846     |
| Flamengo            | Rio de Janeiro | Ilha do Urubu        | 20.215     |
| Fluminense          | Rio de Janeiro | Maracanã             | 78.838     |
| Grêmio              | Porto Alegre   | Arena do Grêmio      | 55.662     |
| Palmeiras           | São Paulo      | Allianz Parque       | 43.173     |
| Ponte Preta         | Campinas       | Moisés Lucarelli     | 17.728     |
| Santos              | Santos         | Vila Belmiro         | 16.068     |
| São Paulo           | São Paulo      | Morumbi              | 72.039     |
| Sport do Recife     | Recife         | Ilha do Retiro       | 32.983     |
| Vasco da Gama       | Rio de Janeiro | Estádio São Januário | 25.584     |
| Vitória             | Salvador       | Barradão             | 34.535     |

## Eindstand
| Plaats | Club                | Wed. | W  | G  | V  | Saldo | Ptn. |
| ------ | ------------------- | ---- | -- | -- | -- | ----- | ---- |
| 1.     | Corinthians         | 38   | 21 | 9  | 8  | 50:30 | 72   |
| 2.     | Palmeiras           | 38   | 19 | 6  | 13 | 61:45 | 63   |
| 3.     | Santos              | 38   | 17 | 12 | 9  | 42:32 | 63   |
| 4.     | Grêmio              | 38   | 18 | 8  | 12 | 55:36 | 62   |
| 5.     | Cruzeiro            | 38   | 15 | 12 | 11 | 47:39 | 57   |
| 6.     | Flamengo            | 38   | 15 | 11 | 12 | 49:38 | 56   |
| 7.     | Vasco da Gama       | 38   | 15 | 11 | 12 | 40:47 | 56   |
| 8.     | Chapecoense         | 38   | 15 | 9  | 14 | 47:49 | 54   |
| 9.     | Atlético Mineiro    | 38   | 14 | 12 | 12 | 52:49 | 54   |
| 10.    | Botafogo            | 38   | 14 | 11 | 13 | 45:42 | 53   |
| 11.    | Atlético Paranaense | 38   | 14 | 9  | 15 | 45:43 | 51   |
| 12.    | Bahia               | 38   | 13 | 11 | 14 | 50:48 | 50   |
| 13.    | São Paulo           | 38   | 13 | 11 | 14 | 48:49 | 50   |
| 14.    | Fluminense          | 38   | 11 | 14 | 13 | 50:53 | 47   |
| 15.    | Sport               | 38   | 12 | 9  | 17 | 46:58 | 45   |
| 16.    | Vitória             | 38   | 11 | 10 | 17 | 50:58 | 43   |
| 17.    | Coritiba            | 38   | 11 | 10 | 17 | 42:51 | 43   |
| 18.    | Avaí                | 38   | 10 | 13 | 15 | 29:48 | 43   |
| 19.    | Ponte Preta         | 38   | 10 | 9  | 19 | 37:52 | 39   |
| 20.    | Atlético Goianiense | 38   | 9  | 9  | 20 | 38:56 | 36   |

|  | Landskampioen en gekwalificeerd voor groepsfase Copa Libertadores 2018 |
|  | Gekwalificeerd voor groepsfase Copa Libertadores 2018                  |
|  | Gekwalificeerd voor tweede fase Copa Libertadores 2018                 |
|  | Gekwalificeerd voor Copa Sudamericana 2018                             |
|  | Degradatie naar Série B                                                |

### Kampioen
| Campeonato Brasileiro Série A 2017 |
| São Paulo                          |
| ---------------------------------- |
| CORINTHIANS Kampioen (7° titel)    |

## Topschutters
| Speler            | Speler           | Goals | Club             |
| ----------------- | ---------------- | ----- | ---------------- |
| Vlag van Brazilië | Henrique Dourado | 18    | Fluminense       |
| Vlag van Brazilië | Jô               | 18    | Corinthians      |
| Vlag van Brazilië | André            | 16    | Sport            |
| Vlag van Brazilië | Lucca            | 13    | Ponte Preta      |
| Vlag van Brazilië | Fred             | 12    | Atlético Mineiro |
| Vlag van Brazilië | Edigar Junio     | 12    | Bahia            |
| Vlag van Brazilië | Diego Souza      | 11    | Sport            |
| Vlag van Brazilië | Thiago Neves     | 11    | Cruzeiro         |